# Anna Löwenstein
 (octobre 2020).
Si vous disposez d'ouvrages ou d'articles de référence ou si vous connaissez des sites web de qualité traitant du thème abordé ici, merci de compléter l'article en donnant les références utiles à sa vérifiabilité et en les liant à la section « Notes et références ».
Pour les articles homonymes, voir Löwenstein (homonymie).
Anna Löwenstein (née le 8 mars 1951) est une femme de lettres britannique écrivant en espéranto. En 2019, elle est élue espérantiste de l'année.

## Biographie
Dans les années 1970, elle a travaillé au siège de l'Association mondiale d'espéranto et a fondé une revue féministe sekso kaj egaleco (Sexe et égalité),. Son œuvre la plus connue est sans conteste La Ŝtona Urbo (La Ville de pierre), roman historique dont l'histoire se déroule au Ier siècle apr. J.-C., paru en anglais puis en espéranto. En 2007, elle dirige un ouvrage collectif Rusoj loĝas en Rusujo (Les Russes habitent en Russie) rassemblant seize contributions relatives aux noms de pays en espéranto et prenant le contrepied d'une évolution de l'espéranto tendant à utiliser le suffixe -io plutôt que le suffixe officiel -ujo. En 2008, elle renoue avec le roman historique avec Morto de artisto (Mort d'un artiste) puis en 2021 avec La Memoraĵoj de Julia Agripina.
Elle a vécu en Italie mais désormais vit à Londres avec son mari Renato Corsetti, ancien président de l'Association mondiale d'espéranto (2001-2007). Ils ont deux enfants, tous deux espérantophones natifs. Elle est également membre de l'Académie d'espéranto depuis 2001.

## Ouvrages
- La Ŝtona Urbo, Anvers, Ligue flamande d'espéranto (eo), 1999 (roman originellement écrit en espéranto)
- Rusoj loĝas en Rusujo, 2007
- Morto de artisto, Anvers, Ligue flamande d'espéranto, 2008 (roman originellement écrit en espéranto)
- Konciza klarigo pri la landonomoj, 2009
- La Memoraĵoj de Julia Agripina, Anvers, Ligue flamande d'espéranto, 2021